# Club Ciclista Alas Rojas de Santa Lucía
El Club Ciclista Alas Rojas de Santa Lucía es un equipo ciclista uruguayo amateur, fundado el 1 de agosto de 1963, su sede se encuentra en la ciudad de Santa Lucía, en el departamento de Canelones, a 60 kilómetros de Montevideo.
Su primera aparición importante fue en 1967, cuando Dumas Rodríguez culminó 2.º en la desaparecida carrera Mil Millas Orientales.
En la década de 1970, el club logró un 2.º puesto con Humberto Grasso en la Vuelta Ciclista del Uruguay de 1973, Waldemar Pedrazzi ganó Rutas de América en 1974 y Diver Ferrari fue tercero en la Vuelta Ciclista del Uruguay de 1976.
Luego sobrevino una decadencia, que tuvo al club alejado de las competiciones ciclísticas de Uruguay por varios años.
Retomó la actividad a mediados de la década 1990; y Milton Wynants le dio el triunfo en Rutas de América 1998.
A partir de  2000 ha sido la época más fructífera del club en cuanto a resultados deportivos, ya que logró vencer en 5 oportunidades en la Vuelta Ciclista del Uruguay (Javier Gómez, Richard Mascarañas, ambos en dos ocasiones y Néstor Pías una vez) y 5 ediciones de Rutas de América; 2 de Hernán Cline y una de Javier Gómez, Néstor Pías y Héctor Aguilar.
En 2013, en el marco de su 50.º aniversario, junto a la empresa de productos cárnicos Schneck se decidió iniciar un nuevo proyecto y cambiar la simple colaboración, por una puesta al día con lo que es hoy el ciclismo en el mundo, donde las empresas invierten en el producto deportivo. Esta reestructuración del marketing deportivo llevó a cambiar el tradicional nombre por el de Schneck-Alas Rojas, y desde 2015 oficialmente Schneck Ciclismo, como anteriormente lo había hecho otro equipo, el BROU-Flores. Esa unión empresa-club duró hasta 2017, cuando Schneck retiró el patrocinio y el club volvió a su nombre anterior de Alas Rojas.

## Actuación en las principales competencias de Uruguay

### Individual
| Año  | Posición | Ciclista           |
| ---- | -------- | ------------------ |
| 1974 | 1.º      | Waldemar Pedrazzi  |
| 1997 | 3.º      | Gustavo Figueredo  |
| 1998 | 1.º      | Milton Wynants     |
| 1999 | 2.º      | Walter Pérez       |
| 2000 | 2.º      | Alejandro Acton    |
| 2001 | 1.º      | Javier Gómez       |
| 2003 | 4.º      | Hernán Cline       |
| 2007 | 3.º      | Richard Mascarañas |
| 2008 | 3.º      | Álvaro Tardáguila  |
| 2009 | 1.º      | Hernán Cline       |
| 2010 | 1.º      | Hernán Cline       |
| 2011 | 3.º      | Jorge Bravo        |
| 2012 | 2.º      | Matías Presa       |
| 2014 | 2.º      | Matías Presa       |
| 2015 | 1.º      | Néstor Pías        |
| 2016 | 1.º      | Héctor Aguilar     |

| Año  | Posición | Ciclista           |
| ---- | -------- | ------------------ |
| 1973 | 2.º      | Humberto Grasso    |
| 1976 | 3.º      | Diver Ferrari      |
| 1999 | 2.º      | Javier Gómez       |
| 2000 | 1.º      | Javier Gómez       |
| 2001 | 1.º      | Javier Gómez       |
| 2002 | 3.º      | Alejandro Acton    |
| 2004 | 4.º      | Richard Mascarañas |
| 2005 | 5.º      | Néstor Pías        |
| 2007 | 3.º      | Richard Mascarañas |
| 2008 | 1.º      | Richard Mascarañas |
| 2009 | 3.º      | Richard Mascarañas |
| 2010 | 1.º      | Richard Mascarañas |
| 2013 | 3.º      | José Luis Miraglia |
| 2014 | 4.º      | José Luis Miraglia |
| 2016 | 1.º      | Néstor Pías        |

#### Mil Millas Orientales
1967
- 2º en la Clasificación General Dumas Rodríguez

### Por equipos
- Rutas de América (8): 1974, 1997, 2009, 2010, 2011, 2014, 2015 y 2016.
- Vuelta Ciclista del Uruguay (5): 2001, 2008, 2009, 2014 y 2016.

## Plantillas

### Temporada 2013-2014
| Nombre             | Nacimiento | Nacionalidad |
| Richard Mascarañas | 14/09/1979 | Uruguay      |
| Jorge Bravo        | 28/11/1967 | Uruguay      |
| Néstor Pías        | 07/03/1981 | Uruguay      |
| Alan Matías Presa  | 17/10/1990 | Uruguay      |
| José Luis Miraglia | 05/09/1986 | Uruguay      |
| Robert Méndez      | 15/06/1993 | Uruguay      |
| Gonzalo Moreira    | 28/07/1993 | Uruguay      |

### Temporada 2014-2015

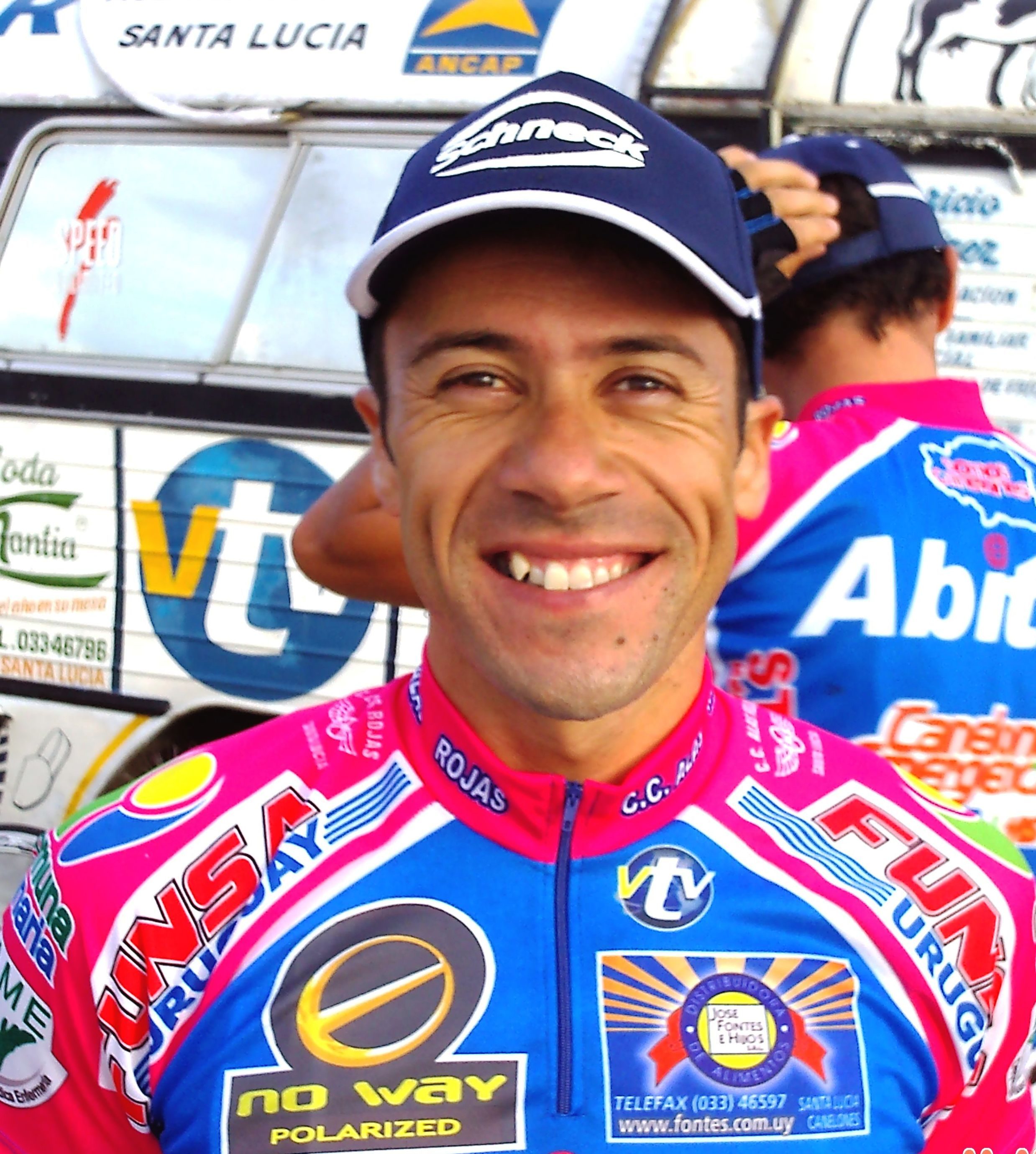
Richard Mascarañas, representante del Schneck-Alas Rojas, también durante la temporada 2014-2015.

Para la temporada 2014-2015 Richard Mascarañas, Jorge Bravo, Néstor Pías y Robert Méndez continuaron integrando la plantilla. Fueron incorporados Héctor Aguilar y el trinitario Roderick Asconeguy provenientes del BROU-Flores, 24.º en la  edición de 2014 de la Vuelta Ciclista del Uruguay y retornó al club, pero como director técnico el sanducero Agustín Margalef.
| Nombre             | Nacimiento | Nacionalidad |
| Richard Mascarañas | 14/09/1979 | Uruguay      |
| Jorge Bravo        | 28/11/1967 | Uruguay      |
| Néstor Pías        | 07/03/1981 | Uruguay      |
| Héctor Aguilar     | 16/04/1984 | Uruguay      |
| Robert Méndez      | 15/06/1993 | Uruguay      |
| Roderick Asconeguy | 20/06/1990 | Uruguay      |

### Temporada 2015-2016

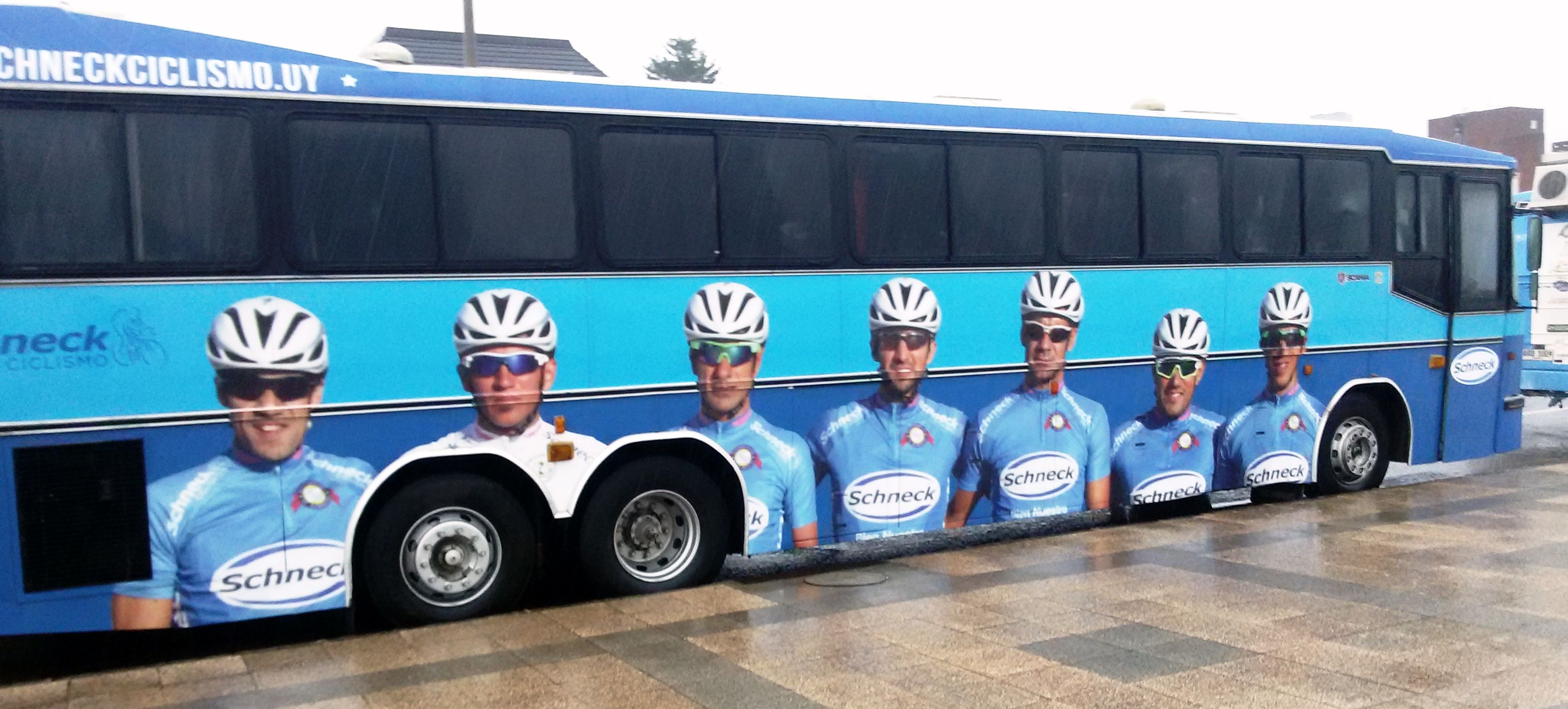
Bus utilizado por el equipo durante la Vuelta Ciclista del Uruguay de 2016. De izquierda a derecha: Richard Mascarañas, Robert Méndez, Jorge Bravo, Nicolás Arachichú, Néstor Pías, Héctor Fabián Aguilar y Carlos Cabrera.

Se mantuvo casi la misma plantilla, dejando el club solo Roderick Asconeguy y se incorporó a Nicolás Arachichú y Carlos Cabrera. También abandonó el club el director técnico Agustín Margalef, haciéndose cargo Ramiro Vidal.
| Nombre             | Nacimiento | Nacionalidad |
| Richard Mascarañas | 14/09/1979 | Uruguay      |
| Jorge Bravo        | 28/11/1967 | Uruguay      |
| Néstor Pías        | 07/03/1981 | Uruguay      |
| Héctor Aguilar     | 16/04/1984 | Uruguay      |
| Robert Méndez      | 15/06/1993 | Uruguay      |
| Nicolás Arachichú  | 06/07/1986 | Uruguay      |
| Carlos Cabrera     | 13/12/1992 | Uruguay      |

### Temporada 2016-2017
Para 2016-17, dejó el equipo Robert Méndez y se incorporó Matías Presa, quién retornó luego de dos temporadas en el Club Ciclista Cerro Largo.
| Nombre             | Nacimiento | Nacionalidad |
| Richard Mascarañas | 14/09/1979 | Uruguay      |
| Jorge Bravo        | 28/11/1967 | Uruguay      |
| Néstor Pías        | 07/03/1981 | Uruguay      |
| Héctor Aguilar     | 16/04/1984 | Uruguay      |
| Matías Presa       | 17/10/1990 | Uruguay      |
| Nicolás Arachichú  | 06/07/1986 | Uruguay      |
| Carlos Cabrera     | 13/12/1992 | Uruguay      |